# Военный институт (военных дирижёров)

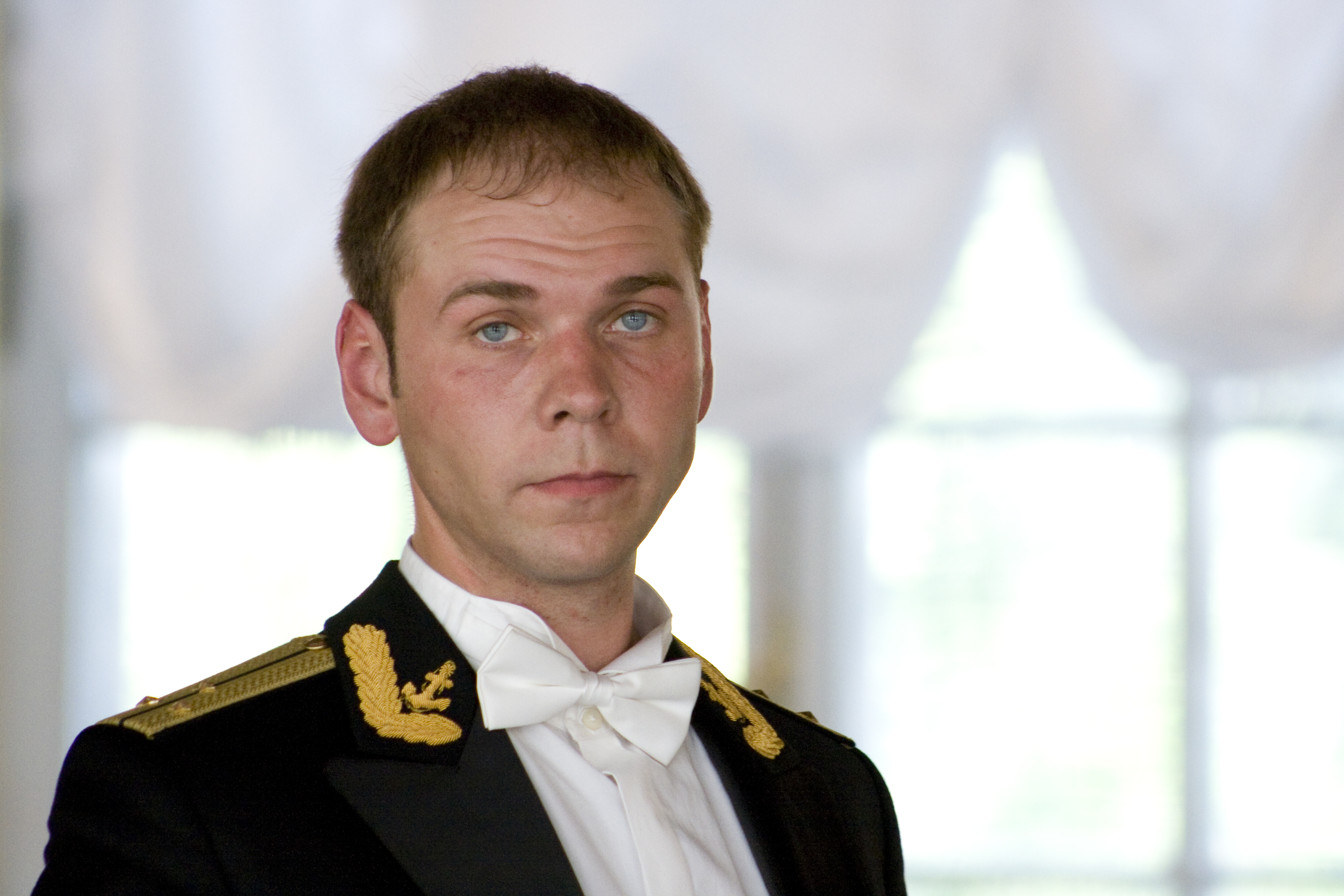
Флотский военный дирижёр старший лейтенант В. Лященко, 2008 год.

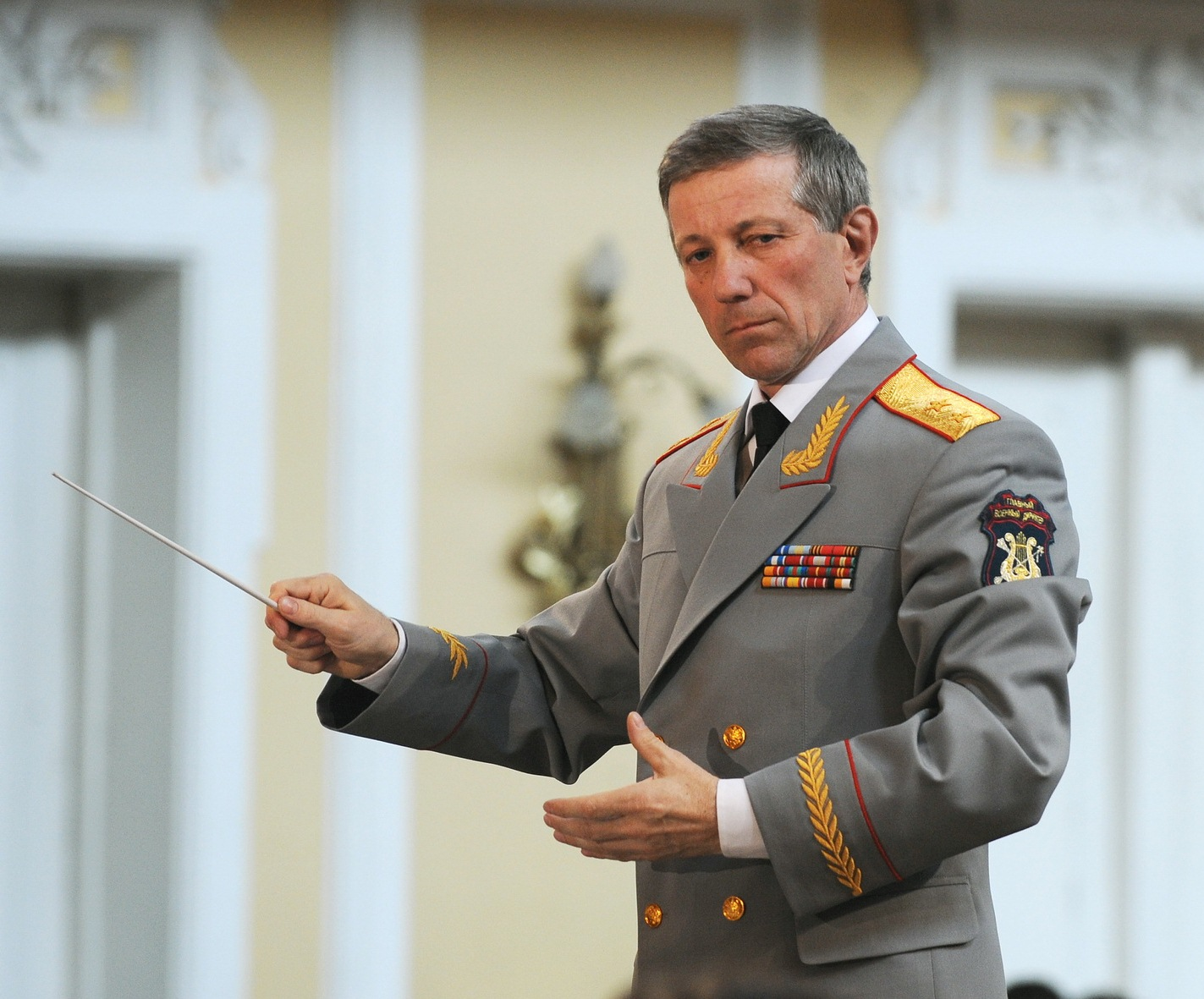
Главный военный дирижёр ВС России генерал-лейтенант Валерий Михайлович Халилов, 2010 год.

Военный институт (военных дирижёров) Военного университета Министерства обороны Российской Федерации — высшее учебное заведение, занимающееся подготовкой военных дирижёров военных оркестров для Вооружённых Силах Российской Федерации.

## История
Военный факультет при Московской государственной дважды ордена Ленина консерватории имени П. И. Чайковского был создан в 1935 году, в соответствии с совместным приказом Народного Комиссара Обороны Союза СССР и Народного Комиссара просвещения РСФСР № 183, от 28 ноября 1935 года, на базе отделения оркестрового факультета консерватории (в другом источнике — Военно-капельмейстерской кафедры консерватории и капельмейстерского класса Военной академии им. М. В. Фрунзе).
Процессом создания факультета руководили инспектор военных оркестров Рабоче-Крестьянской Красной Армии С. А. Чернецкий и директор Московской государственной консерватории Г. Г. Нейгауз. Новое учебное заведение возглавил бригадный комиссар Н. О. Элинсон, а в 1938 году начальником стал бригадный интендант А. Е. Гутор. Перед факультетом было поставлено задание обучения профессиональных боевых капельмейстеров, которые станут организовывать музыкальное дело и музыкальную самодеятельность в воинских частях.
8 февраля 1936 года первые студенты приступили к занятиям. В курсе подготовки были и музыкальные специальные дисциплины, одобренные Московской консерваторией, и дисциплины общевойсковой подготовки по программе пехотных училищ.
В 1938 году факультет был расширен: организовали очную адъюнктуру по специальностям «Дирижирование» и «Инструментовка», а позже — «Инструмент военного оркестра», «Теория и история музыки». В следующем учебном году открыли несколько специальных кафедр: дирижирования, инструментовки, инструментов военного оркестра, фортепиано, теории и истории музыки.
Государственная комиссия во главе с Н. Головановым и Н. Аносовым отметила высокий уровень обучения подготовки руководителей военных оркестров. В 1936 — 1941 годах прошло шесть выпусков военных капельмейстеров. На 22 июня 1941 года на военном факультете обучалось 30 студентов.
После начала Великой Отечественной войны факультет начал подготовку военных капельмейстеров для Красной Армии по ускоренной программе, тогда факультет был переведён в Саратов. Многие выпускники принимали непосредственное участие в боевых действиях. В частности, в битве под Сталинградом погиб военный дирижёр старший лейтенант А. К. Сироха, его посмертно наградили орденом Отечественной войны I степени.
В 1944 году Военный факультет при Московской государственной консерватории стал отдельным военно-музыкальным вузом, его наименование звучало так: Высшее училище военных капельмейстеров Красной Армии. В августе 1945 году вузу было торжественно вручено Боевое знамя.
В ноябре 1946 года вуз переименовали в Высшее училище военных дирижёров Советской Армии.
В 1950 году Высшее училище военных дирижёров Советской Армии реорганизовали в Институт военных дирижёров, в таком виде он существовал в течение десяти лет.
В 1956 году к студентам Института военных дирижёров присоединились курсанты военно-морского факультета при Ленинградской государственной ордена Ленина консерватории имени Н. А. Римского-Корсакова.
В 1960 году в ходе кампании по сокращению Вооружённых Сил СССР Институт военных дирижёров был реорганизован в Военно-дирижерский факультет при Московской государственной дважды ордена Ленина консерватории имени П. И. Чайковского.
4 апреля 2001 года Правительство Российской Федерации создало на базе Военно-дирижёрского факультета при Московской государственной дважды ордена Ленина консерватории им. П. И. Чайковского Московскую военную консерваторию (Военный институт). 
10 апреля 2006 года Правительство Российской Федерации снова преобразовало организацию в Военный институт (военных дирижеров) Военного университета Министерства обороны Российской Федерации.
В наши дни Военный институт (военных дирижёров) является уникальным в своём роде военно-учебным центром, так как выпускает военных дирижёров — руководителей военных оркестров и ансамблей песни и пляски с высшим музыкальным образованием, они проходят службу в Вооружённых Силах Российской Федерации и иностранных государств.